# Fraxinus schiedeana
Fraxinus schiedeana — вид квіткових рослин з родини маслинових (Oleaceae).

## Поширення
Зростає в Північній Америці: Гватемала; Мексика (Веракрус, Чьяпас).
Цей вид зустрічається в тропічних лісах.

## Використання
Немає інформації про використання та торгівлю цим видом.